# Pierre Simon (graveur)
Pour les articles homonymes, voir Simon et Pierre Simon.
Pierre Simon est un graveur français né vers 1640 et mort le 23 mai 1710. Il a surtout gravé des portraits.

## Biographie
Pierre Simon est le fils d'un orfèvre assez aisé, Dominique Simon. Il naît certainement à Paris, sans doute vers 1640. On ignore tout de sa formation mais sa première estampe connue date de 1667 et montre une bonne maîtrise technique
Il part pour Rome, sans doute en 1668 et grave des portraits de contemporains. Il y travaille avec Cornelius Bloemaert d'après les fresques du palais Pitti et collabore à des entreprises éditoriales, en donnant notamment des portraits de Pierre Baroche et Agostino Carracci pour les Vite de pittori, scultori e architetti de Bellori.
Revenu en France en 1674, il donne de grands portraits de cour, proche de ceux de Robert Nanteuil : il se constitue une clientèle prestigieuse et peut se permettre de demander 150 livres pour le portrait de l'archevêque de Paris François Harlay de Champvallon. Le Mercure de France signale l'importance de ce portrait, de celui du Grand Condé et de son deuxième portrait du roi, qui lui ont permis de se faire un nom à la Cour. Il obtient que le roi pose pour lui en 1685, 1687, 1691 et 1692. Il est nommé graveur du roi en 1683 et porte le titre de « graveur ordinaire de Sa Majesté » en 1691. La mort de Nanteuil renforce encore cette position : Simon grave dix-huit portraits entre 1685 et 1697, dont neuf fois le roi et trois fois son fils et sa belle-fille. Il est enfin nommé chevalier romain en 1691, peut-être comme récompense pour ses portraits de prélats et dignitaires de l'Église.
Ses portraits gravés se fondent sur des dessins au pastel qu'il réalise lui-même. Aussi voit-on également d'autres graveurs opérer d'après son invention, comme Trouvain, Scotin et Duflos.
Il s'adonne également à une confortable activité de marchand, qui explique peut-être qu'il cesse de graver de 1698 à 1707.
Il meurt le 23 mai 1710 sans laisser d'enfants.